# 職業

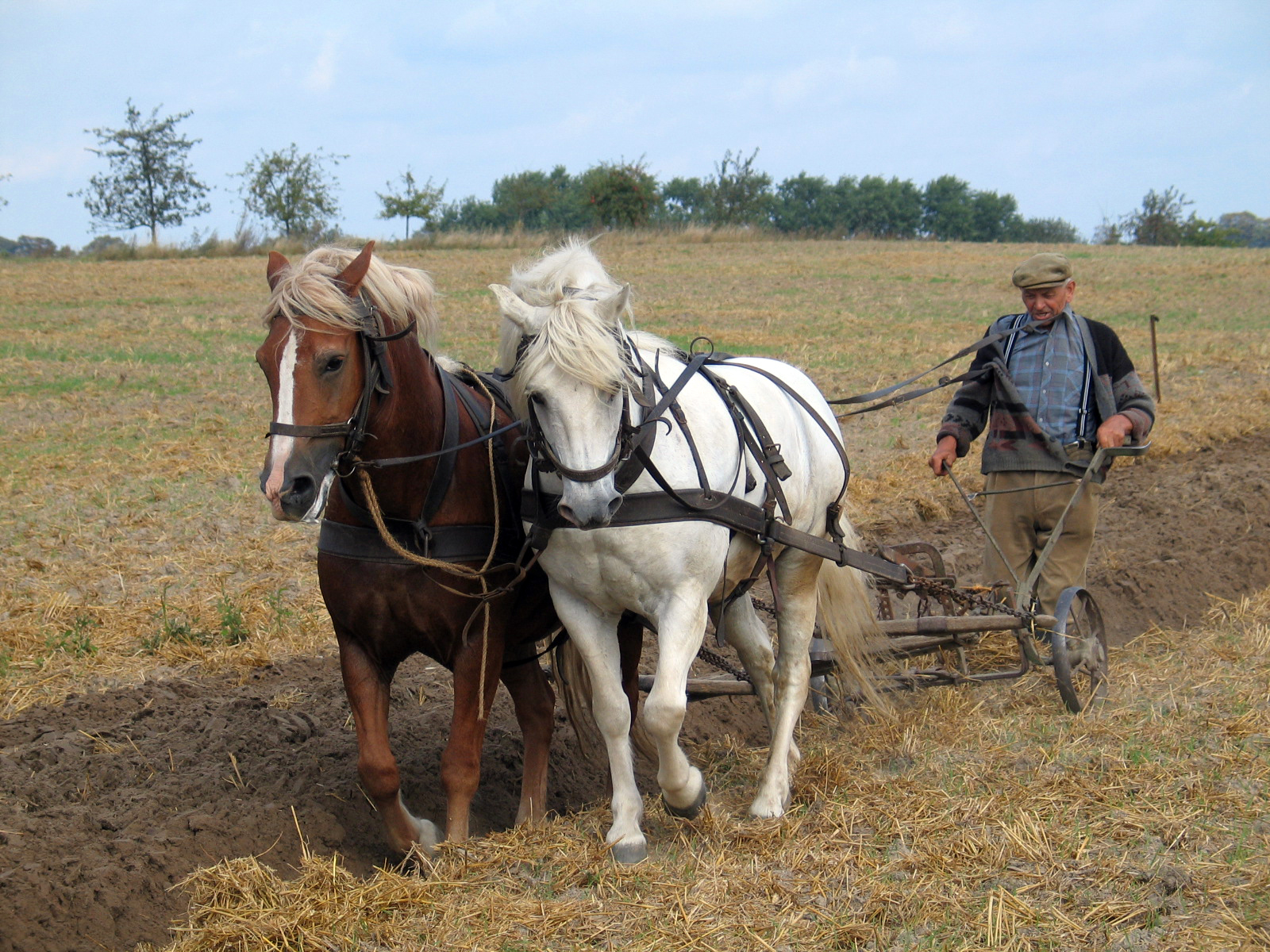
農業（農家）

職業（しょくぎょう、英: job, occupation, profession, vocation）は、生計を維持するために、人が日々従事する仕事。社会的分業の成立している社会において生活を営む人々が、それにつくことによって、その才能と境遇に応じた社会的役割を分担し、これを継続的に遂行し実現しつつ、その代償として収入を得て生活に必要な品々を獲得する、継続的な活動様式。生業（、せいぎょう、なりわい）とも。短く職（）とも。

## 歴史
人間の社会の中では、まず食料の収集・栽培・収穫に携わる、狩猟・農業・漁業といった第一次産業が職業として誕生し、そして食品の加工から、その運搬・交換として経済活動に関係した職業が始まり、工場制手工業などの産業革命により、工場労働（製造業）、労働管理といった新たな職業（第二次産業）が近代の職業を彩った。
19世紀から20世紀にかけては、さらに各種サービス業や知的専門職といった第三次産業に属する職業がさらに発展した。

## 職業の役割
職業は生活を支えているだけではなく、それに従事する各人の精神的な支えともなっている事が多い。それは、職業上高い地位を得た者だけが享受しているのではない。職業に従事できている、経済的に自立している、という事自体が、無意識的ではあるものの個人の尊厳を支えている面があるのである。このため、職業を失ってしまうこと（失業）は、経済的な面だけでなく、精神的な面にも悪影響を及ぼし、うつ病や自殺の要因・誘因となる事も稀ではない。
そのため、政府は、経済的な観点からだけでなく、国民の（心の）健康の維持のためにも、失業率を低く抑えるようにつとめるべきだということは言われている。WHOの健康の定義にも、精神的な要素に加えて、経済状況の要素が盛り込まれている。

## 職業とワークライフバランス
ワーク・ライフ・バランスとは日本語では「仕事と生活の調和」とも表現されるものである。職業人としての時間と、家庭人（あるいはひとりの人間）としての時間のバランスのことである。
一部の例外を除いて、ほとんどの職業（仕事）には何らかのストレスがつきまとっている。適度なストレスはそれを克服しようとする個人の人間力や能力の拡大を促すきっかけとなるが、過度のストレスは体調・健康に悪影響が出る。ストレス対策には、「気持ちの切り替え」をうまく行なったり「心のゆとり」を持つことが有効である。過剰な残業や休日出勤は精神疾患の温床となることは指摘されている（起きている時間のほとんどすべてが職業のための時間となると、ストレスが大きくなりすぎるのである）。職場を離れた場で、友人と本音で話しあったり、家族と気持ちを通わせたり、気分のリフレッシュにつながる趣味の時間を持つことは、人が健康でいるためには必要であることは言われるようになり、過度な残業・休日出勤をさせ従業員の健康を害した企業は賠償請求をされるケースも出てきている。そのため残業・休日出勤を減らす工夫をする企業も次第に増えてきている。